# Alexander Thieme
Pour les articles homonymes, voir Thieme.
Alexander Thieme (né le 13 janvier 1954 à Karl-Marx-Stadt, mort le 29 novembre 2016 à Jahnsdorf/Erzgeb.) était un athlète allemand de l'ex-Allemagne de l'Est spécialiste du 100 mètres. Licencié dans le club de sa ville natale, le Sportclub Karl-Marx-Stadt, il mesure 1,87 m pour 84 kg. Lors de sa carrière, il sera médaillé en grandes compétitions uniquement sur 4 × 100 m.

## Carrière

### Palmarès
| Date | Compétition                | Lieu       | Résultat | Performance |
| ---- | -------------------------- | ---------- | -------- | ----------- |
| 1976 | Jeux olympiques d'été      | Montréal   | 2e       | 38 s 66     |
| 1977 | Coupe du monde des nations | Düsseldorf | 2e       | 38 s 57     |
| 1978 | Championnats d'Europe      | Prague     | 2e       | 38 s 78     |

### Records
| Épreuve    | Performance | Lieu | Date |
| ---------- | ----------- | ---- | ---- |
| 100 mètres | 10 s 22     |      | 1977 |